# Anatoli Wiktorowitsch Strokatow
Anatoli Wiktorowitsch Strokatow (russisch Анатолий Викторович Строкатов; * 10. März 1955 in Lwow) ist ein sowjetischer Tischtennisspieler, der seinen Leistungshöhepunkt in den 1970er Jahren hatte. Er ist Vizeeuropameister im Einzel und Vizeweltmeister im Mixed.

## Werdegang
Erste internationale Erfolge verzeichnete Strokatow bei den Jugendeuropameisterschaften 1971 und 1972, bei denen er insgesamt sechs Titel gewann. In Ostende holte er 1971 alle möglichen Titel: Einzel, Doppel mit Wiktor Fursow, Mixed mit Elmira Antonyan und Teamwettbewerb. Ein Jahr später unterlag er im Einzelendspiel dem Jugoslawen Miran Savnic. Im Doppel mit Wiktor Fursow und im Mixed mit Elmira Antonyan verteidigte er den Titel.
Strokatow wurde 1976 UdSSR-Meister im Einzel. Er nahm von 1971 bis 1978 an drei Europameisterschaften und vier Weltmeisterschaften teil. Bei der Europameisterschaft 1976 wurde er im Einzel Zweiter. Er verlor im Endspiel gegen den Franzosen Jacques Secrétin. 1978 erreichte er im Mixed mit Walentina Popowa das Halbfinale.
Bei der WM 1973 holte er im Mixed mit Asta Stankene-Gedraitite Silber hinter Liang Geliang/Li Li aus China. Die beste Platzierung beim europäischen Ranglistenturnier TOP-12 gelang 1976 und 1977 mit jeweils Platz sechs, 1976 war er Meister der Sowjetunion geworden.
Bei der Rückkehr von der Europameisterschaft in Deutschland 1978 wurden bei ihm einhundert nicht deklarierte US-Dollar gefunden. Neben einer Anklage wegen Schmuggels wurde ihm wegen dieses Vorkommnisses der sonst bei international erfolgreichen Sportlern übliche Titel Meister des Sports nicht verliehen. Als weitere Folge wurde 1981 gegen ihn ein Reiseverbot verhängt, in anderen Quellen wurde als Grund dafür der Schmuggel von Jeans angegeben. 1984 zog er in die Tschechoslowakei und spielte dort fünf Jahre für eine sowjetische Militärmannschaft. Im Anschluss daran begann als Trainer bei der Armee in Leningrad zu arbeiten. Wegen Differenzen um die Modalitäten des Vertrages wurde dieser jedoch aufgelöst. Er spielte noch für eine Mannschaft im polnischen Lublin und beendete 1992 endgültig seine Karriere.
In der UdSSR-Rangliste belegte Strokatow Ende 1976 Platz eins, in der ITTF-Weltrangliste war er Mitte 1976 Elfter.

## Privat
Strokatow lebt und arbeitet in Lwow (Stand 2009). Drei Jahre war er mit seiner Doppelpartnerin Walentina Popowa liiert, er beendete die Beziehung kurz vor der geplanten Heirat. Im Dezember 1981 heiratete er Larissa, mit der er eine Tochter hat. Er führt eine Firma, die Konserven herstellt und vertreibt.

## Turnierergebnisse
| Verband | Veranstaltung                         | Jahr | Ort        | Land | Einzel     | Doppel        | Mixed         | Team |
| ------- | ------------------------------------- | ---- | ---------- | ---- | ---------- | ------------- | ------------- | ---- |
| URS     | Europameisterschaft                   | 1978 | Duisburg   | FRG  |            |               | Halbfinale    |      |
| URS     | Europameisterschaft                   | 1976 | Prag       | TCH  | Silber     | Viertelfinale |               |      |
| URS     | Europameisterschaft                   | 1974 | Novi Sad   | YUG  | letzte 16  |               | Viertelfinale |      |
| URS     | Jugend-Europameisterschaft (Junioren) | 1972 | Vejle      | DEN  | Silber     | Gold          | Gold          |      |
| URS     | Jugend-Europameisterschaft (Junioren) | 1971 | Ostende    | BEL  | Gold       | Gold          | Gold          | 1    |
| URS     | EURO-TOP12                            | 1978 | Prag       | TCH  | 9          |               |               |      |
| URS     | EURO-TOP12                            | 1977 | Sarajevo   | YUG  | 6          |               |               |      |
| URS     | EURO-TOP12                            | 1976 | Lübeck     | FRG  | 6          |               |               |      |
| URS     | EURO-TOP12                            | 1975 | Wien       | AUT  | 11         |               |               |      |
| URS     | Weltmeisterschaft                     | 1977 | Birmingham | ENG  | letzte 32  | letzte 64     | letzte 16     | 7    |
| URS     | Weltmeisterschaft                     | 1975 | Calcutta   | IND  | letzte 64  | letzte 32     | letzte 16     | 7    |
| URS     | Weltmeisterschaft                     | 1973 | Sarajevo   | YUG  | letzte 64  | letzte 16     | Silber        | 4    |
| URS     | Weltmeisterschaft                     | 1971 | Nagoya     | JPN  | letzte 128 | letzte 64     | Scratched     |      |